# Little Wratting
Little Wratting is een civil parish in het bestuurlijke gebied St Edmundsbury, in het Engelse graafschap Suffolk met 160 inwoners.